# Великий Бор (Светлогорский район)
Великий Бор (бел. Вялі́кі Бор) — деревня в Николаевском сельсовете Светлогорском районе Гомельской области Беларуси.

## География

### Расположение
В 17 км на запад от Светлогорска, 19 км от железнодорожной станции Светлогорск-на-Березине (на линии Жлобин — Калинковичи), 118 км от Гомеля.

## Транспортная сеть
Автодорога связывает деревню со Светлогорском. Планировка состоит из криволинейной широтной улицы, застройка двусторонняя, деревянная, усадебного типа.

## История
Свидетельством освоения человекам этих мест в далёкой древности являются обнаруженные археологами в 1,5 км на юг от деревни 2 кургана. Согласно письменным источникам известна с XIX века как селение в Паричской волости Бобруйского уезда Минской губернии. В 1866 году открыто народное училище. В 1879 году обозначена в числе селений Дубровенского церковного прихода. Согласно переписи 1897 года действовала часовня. В июле 1908 года между жителями и лесным покровительством произошла стычка из-за желания помещицы Пущиной получить от крестьян плату за пользование землей в лесу. 1 человек был убитый и 1 раненый.
Во время Великой Отечественной войны в 1943-44 годах в боях за освобождение деревни и близлежащие населённые пункты погибли 1538 советских солдат 65-й и 48-й армий (похоронены в братской могиле, в 0,1 км на юго-восток от деревни). Согласно переписи 1959 года.
До 16 декабря 2009 года в составе Полесского сельсовета.

## Население

### Численность
- 2004 год — 24 хозяйства, 33 жителя

### Динамика
- 1897 год — 37 дворов 212 жителей (согласно переписи)
- 1908 год — 39 дворов, 311 жителей
- 1917 год — 45 дворов, 321 житель
- 1925 год — 59 дворов. 8 жителей
- 1959 год — 239 жителей (согласно переписи)
- 2004 год — 24 хозяйства, 33 жителя

## Достопримечательность
- Братская могила (1943—1944) —  Историко-культурная ценность Республики Беларусь, шифр 313Д000749